# Pic d’Aos
Pic d’Aos – szczyt górski w Pirenejach Wschodnich. Administracyjnie położony jest na granicy Andory (parafia Andora) z Hiszpanią (prowincja Lleida). Wznosi się na wysokość 2406 m n.p.m.
Na północny wschód od szczytu usytuowany jest Pic de Carroi (2334 m n.p.m.), na północ przełęcz Collada de Montaner (2073 m n.p.m.), natomiast na północnym zachodzie położona jest hiszpańska miejscowość Os de Civís. Na wschodnich stokach Pic d’Aos swoje źródła ma strumień Riu d’Enclar, a na południowych Torrent dels Feneral.